# Sambo
Sambo (en ruso: Cамбо) es un acrónimo de САМозащита Без Оружия «SAMozashchita Bez Orúzhiya», que en ruso significa, literalmente, 'defensa personal sin armas', es un deporte de combate y sistema de defensa propia desarrollado en la antigua Unión Soviética, y posee una variante llamada Lucha Sambo, la cual es reconocida como un deporte nacional por el Comité de Deportes de Toda la URSS en 1938, presentado por Anatoli Jarlámpiev. Tiene sus raíces en estilos tradicionales de la lucha libre como el judo, savate, jiu jitsu, boxeo, kurash, lucha mongola, pancracio y lucha olímpica.
Según la Federación Internacional de Estilos de Lucha libre Asociados (FILA), el sambo es una de las cuatro formas principales de la lucha libre competitiva aficionada que más se practican actualmente  nivel mundial, siendo las otras tres la lucha grecorromana, la lucha olímpica y el judo.

## Historia del Sambo

### Orígenes
Antes de la Revolución rusa de 1917, el ejército imperial no poseía un sistema unificado de combate cuerpo a cuerpo. Por este motivo, Lenin encargó a un equipo de expertos el desarrollo de un sistema de combate propio del Ejército Rojo. Todos los mecanismos económicos del inmenso aparato político que formó la Unión Soviética fueron puestos a disposición para investigar y desarrollar el mejor sistema de combate posible.
El equipo de expertos viajó por todo el mundo recopilando las técnicas más eficaces de las Artes Marciales más conocidas en ese momento, siendo estas: el Judo, el Jiu jitsu, el Kárate, y el Kung Fu, que fusionaron junto a la lucha tradicional de diferentes pueblos de la URSS como el Koch armenio, Kurash uzbeko, Khridoli georgiano, Trîntǎ moldavo y Khapsagay mongol, añadiendo además técnicas de disciplinas olímpicas como la lucha grecorromana, la lucha libre y el boxeo. Posteriormente, a inicios del siglo XXI se integraron las técnicas del Muay thai y Savate. Se considera que el Sambo posee la información más detallada sobre la evolución de un sistema de combate en la historia de la humanidad.[cita requerida]

### Fundadores

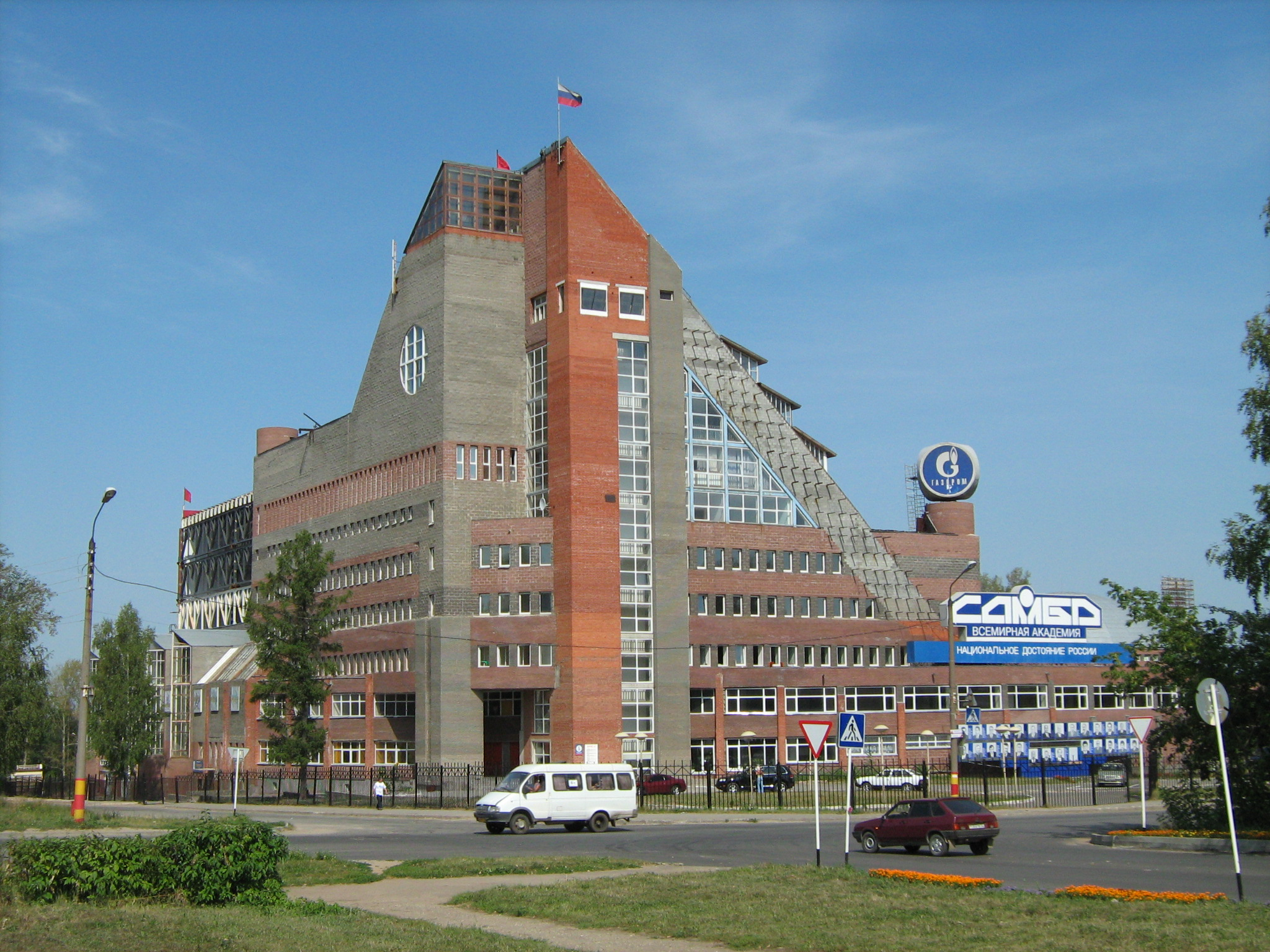
Academia Mundial de Sambo en Kstovo, Rusia.

En 1918, Lenin creó el Vseobuch (en ruso: Всевобуч, transliterado como Vseóbshcheye voyénnoye obuchéniye o Formación General de Militares) bajo el mando de N.I. Podovoiski para entrenar al Ejército Rojo. La tarea de desarrollo y organización de militares rusos en el entrenamiento de combate cuerpo a cuerpo recayó en Kliment Voroshílov, quien por su parte creó el Centro de Formación Física NKVD, "Dinamo". Voroshílov seleccionó a tres individuos para llevar a cabo la investigación tanto dentro como fuera de la Unión Soviética: Anatolij Jarlámpiev, Viktor Spiridonov y Vasiliy Oshchépkov. Cada uno de ellos realizó un estudio endémico de los combates nativos, para saber cómo en otros países se difundían, y sus técnicas.
Cada una de las técnicas que se fueron incluyendo en el sistema fue estudiada minuciosamente, considerando sus méritos y su aplicación en combate sin armas. Así se fueron refinando las técnicas para conseguir el fin último del sambo: Detener a un agresor armado en el menor tiempo posible. De esta forma, las mejores técnicas del Judo y el Jiujitsu entraron en el repertorio del sambo.
Los padres del sambo:
- Vasiliy Sergéyevich Oshchépkov nació en la isla de Sajalín, en aquel tiempo tierra japonesa, estudió Judo con el maestro fundador Jigorō Kanō en el Kōdōkan, llegando hasta 2.º Dan Cinturón negro. Vasiliy Oschépkov enseñó el Judo y el karate a fuerzas de élite del Ejército Rojo en la Casa Centrjijoal del Ejército Rojo. Murió en un gulag en 1933 acusado de ser espía japonés durante la purga Estalinista, al reconocer el Judo como base del sambo. Esto se consideró como una ofensa, ya que desde un principio el sambo trató de ser un arte marcial propio de la recién creada URSS. Fue utilizado como elemento de cohesión de la propaganda estatal soviética y restaba importancia a los orígenes regionales y extranjeros.

- Víktor Spiridónov, veterano de combate de la Primera Guerra Mundial (1914-1918) y uno de los primeros instructores de lucha y defensa personal contratados por el centro Dinamo. En su experiencia marcial a lo largo de los años practicó lucha grecorromana, lucha Libre, estilos eslavos de lucha y de jiu jitsu japonés. Como investigador de estilos de lucha en el centro Dinamo, viajó a Mongolia, Japón y China para estudiar sus estilos nativos. Desde los años 20 y dada una lesión en su brazo izquierdo por una bayoneta en la guerra ruso-japonesa, desarrolló un enfoque del sambo más suave, el samoz, encaminado a preparar a los policías y guardaespaldas de la URSS. Esta versión más refinada del sambo se ha fusionado con el sistema actual de sambo defensa personal, siendo usado hoy en día en situaciones reales por practicantes de todo el mundo.

- Anatolij Jarlámpiev, llamado por muchas fuentes como el padre del sambo, pues se debe fundamentalmente a que él tuvo la longevidad y los contactos necesarios para permanecer a cargo de este arte cuando fue llamado Sambo. Sin embargo, hay que decir que las maniobras políticas de Jarlámpiev son las únicas responsables de que el comité deportivo de la Unión Soviética aceptara el sambo como el deporte de combate oficial de la URSS en 1938, de forma que podemos decir que Jarlampiev es el padre de la lucha sambo o sambo deportivo.

Contrariamente a lo que se piensa, Oschépkov y Spiridónov no cooperaron en el desarrollo del combate sin armas. La fusión progresiva de estilos se consiguió a través de sus estudiantes, así como el personal militar. Aunque ambos maestros tuvieron la ocasión de colaborar en muchas ocasiones, sus esfuerzos nunca se unieron en una misma dirección.
Además de los mencionados, otros nombres importantes en el desarrollo original del sambo son N.I. Golkovski, I.L. Vasíliev, A.I. Chumarov, S.V. Maguirovski, V.I. Andréyev. D.S. Damanin, V.F. Máslov, A.A. Budzinski, G. Sheremet y los hermanos Niniashvili.
La contribución de cada uno de ellos fue la investigación intensiva de las reacciones psicofisiológicas ante las crisis de estrés por confrontaciones físicas, las reacciones psicológicas en el combate de supervivencia y de la aceptabilidad legal, médica y táctica de la actividad del combate, así como la exploración de las consideraciones técnicas.

## Evolución deportiva del sambo
- En 1930, el sambo se añade al plan de estudios del Instituto Estatal de Cultura Física de Moscú.
- En 1938, recibió el reconocimiento de todos los comités para que el sambo fuera el estilo nacional de lucha en la Unión Soviética.
- En 1947, en el primer campeonato de la URSS en individuales y por equipos vencieron las formaciones de Moscú y Leningrado.
- En 1964, Victoria de Borís Mishenko sobre Isao Okano en competición en el instituto Kōdōkan (máxima institución de Judo) convulsionó el mundo del Judo. Este combate fue el que precipitó el cambio, esta victoria abrió los ojos a muchos Judocas, marcó las diferencias entre el Judo y el sambo, propiciando el asentamiento de la lucha sambo para las futuras generaciones.
- En 1966, la FILA (Federación Internacional de Lucha Amateur) reconoce al sambo como su tercer estilo de lucha y es aceptado como su tercera disciplina.
- En 1967, se realiza el I Campeonato Internacional de Sambo en Riga, URSS, con atletas de Bulgaria, Mongolia, Yugoslavia y la URSS.
- En 1971, se incluye al sambo en las Spartakiadas Nacionales de múltiples deportes de la URSS.
- En 1972, se realiza el I Campeonato Europeo en Riga, URSS, del 20 al 27 de noviembre. Ese mismo año, Herbert Jacob de Gran Bretaña es nombrado por la FILA director de la comisión de sambo.
- En 1973, se realiza el I Campeonato Mundial de Sambo, en Teherán, Irán.
- En 1975, se realiza el I Campeonato Mundial dentro de EE. UU.
- En 1977, el español Fernando Compte es nombrado nuevo comisionado de la FILA para el sambo en el Comité Mundial de Lucha Sambo.
- En 1977, se realiza el I Campeonato Panamericano de Sambo, en San Juan, Puerto Rico.
- En 1977, se realiza la I Copa del Mundo de Sambo, en Tenerife, España. José Antonio Cecchini se proclama campeón.
- En 1979, la FILA incluye en su calendario anual los Campeonatos Mundiales de Sambo, en categoría 17 a 20 años.
- En 1981, el Comité Olímpico Internacional reconoce al sambo.
- En 1981, se realiza el I Campeonato Mundial de Sambo para mujeres, en Madrid, España.
- En 1981, se incluye al sambo en los juegos Deportivos Bolivarianos, en Sudamérica.
- En 1982, el sambo es incluido en los juegos de la Cruz del Sur, en Rosario, Argentina.
- En 1983, se incluye el sambo en la AAU Júnior Olimpic Games de EE. UU.
- En 1983, se incluye el sambo en los IX Juegos Deportivos Panamericanos en Caracas, Venezuela.
- En 1983, en los IX Juegos Panamericanos realizados en Caracas, la selección Venezolana de Sambo queda Campeón por equipos Masculino y Femenino. Logrando así superar Venezuela en el medallero a potencias panamericanas del deporte.
- En 1984, el sambo es incluido en los Juegos de los trabajadores, en Israel.
- En 1984, se realiza el Campeonato Mundial de Sambo, en Puerto La Cruz, Venezuela.
- En 1984, se separa el sambo de la FILA, en el Congreso de Jonkoping, Suecia.
- En 1984, se funda la Federación Internacional Amateur de Sambo (FIAS) en Bilbao, España, siendo electo presidente Fernando Compte, en representación de la Federación Vasca de Sambo, que estaba afiliada como federación independiente de la española.
- En 1985, es aceptada la FIAS por la Asociación Internacional General de Deportes Federados, como miembro, el 21 de octubre.
- En 1985, se incluye el sambo en los IWGA, World Games en Londres, Inglaterra.
- En 1986, se realiza la I Copa del Mundo en Asia, con sede en Tokio, Japón.
- En 1987, se realiza la primera Copa del Mundo de Sambo en África, con sede en Casablanca, Marruecos.
- En 1989, se realiza el I Campeonato Categoría Cadete en West Orange, Nueva Jersey, EE. UU.
- En 1990, se realiza la I Copa del Mundo en Caracas, Venezuela.
- En 1991, se retira Fernando Compte de la Presidencia de la FIAS.
- En 1991, se realiza el I Campeonato para Escolares (13-14 años) en Herne Bay, Inglaterra.
- En 1993, se incluye al sambo como exhibición en los eventos deportivos del Festival Cultural de los Juegos Universitarios Mundiales.
- En 1998, el sambo es incluido en los World Youth Games en Moscú, Rusia.
- En 1998, se incorporan nuevamente a la práctica del sambo y a las competiciones internacionales, Venezuela y otros países del Centro y Sudamérica.
- De 1998 a 2000, continúan realizándose eventos nacionales en cada uno de los países de América y del resto del mundo, asistiendo muchos de ellos a competiciones internacionales.
- En 2001, la FIAS y su Comité Ejecutivo determinan por Mandato-Certificado designar a Emilio Alonso Presidente Provisional de la FPAS (Federación Panamericana Amateur de Sambo) hasta el Congreso Panamericano a celebrarse en Ciudad de Panamá, Panamá, en noviembre de 2002.
- En 2002, la FIAS realiza la 1.ª Convención Panamericana Amateur de Sambo, resultando electo Presidente Emilio Alonso, con la asistencia de los siguientes delegados: Dr. Leonid Polyakov (EE. UU.) - Dr. César Chu Jr. (Panamá) - Lic. Víctor Pirela (Venezuela) - Sr. David Polis (Canadá) - Prof. Antonio Ramírez Rebollar (México) - Prof. Emilio Alonso (Venezuela).
- En 2003, se continúa con el calendario Internacional de Competiciones de la FIAS y se incorporan actividades de la FPAS.
- En noviembre de 2004, Venezuela, México, EE. UU., Canadá y Panamá asisten por América al Campeonato Mundial de Sambo en San Petersburgo, Rusia, así como los representantes de la Federación Panamericana Amateur de Sambo (FPAS) Master Emilio Alonso A. (Presidente) y de la Federación Internacional Amateur de Sambo (FIAS), Gran Master Mickhail Tikhomirov (Presidente).
- El 23 de mayo de 2010 se funda el primer club de SAMBO en El Salvador y Centroamérica.
- En 2011, diversos países de América se dan cita en Buenos Aires, Argentina, para elegir al nuevo presidente de la Federación Panamericana de Sambo, resultando electo Juan Pablo Melo de Argentina.
- El 26 de septiembre de 2012 se realiza el Primer Campeonato Panamericano de Sambo y Combate Sambo en la ciudad de Santiago de Cali, valle del Cauca en Colombia.
- El 15 de diciembre de 2015 se realiza el Primer Campeonato del Circuito denominado Ranking Nacional Sambo Chile en la ciudad de Santiago de Chile, certamen que reúne a las principales escuelas de Sambo en Chile.
- Durante el Campeonato Panamericano se realiza el Primer congreso panamericano de la FEPAS, donde se acepta a El Salvador y a Honduras como primeros miembros Centroamericanos en la FEPAS. El Salvador logra un histórico 5.º lugar a manos de Guenadi Gálvez en la categoría de +100 kilogramos.[1][2]
- Del 27 al 28 de junio de 2025 se llevó a cabo el Campeonato Panamericano de Sambo en la ciudad de Guayaquil  Ecuador con los siguientes resultados:  Hombres -58 kg  México, Armando Villaseñor Román, -64 kg México, Clavel Rodrigo Ismael , -71 Kg EEUU,  Lopouchanski Iván, -79 kg Venezuela, García Eduard , -88 Kg Brasil, Solano Lopes Nicolás , -98 Kg Brasil, Assis Gustavo, +98 Kg Brasil , Abreu Vinicius. Mujeres -50 Costa Rica, Pérez Jessica,-54Kg Venezuela, Solorzano Francis, -59 Kg Ecuador, Valverde Luisa, -55 Kg Uruguay , Vázquez Martina,  -72 kg Venezuela Carresquel Rimarys, -80 kg Costa Rica, Castro Nicole, +80 Kg Brasil, Rodrigues de Souza Priscila.

## Características

### Estilos de sambo
Aunque al principio fuera un solo sistema, ahora hay tres estilos generalmente reconocidos del sambo:
- Lucha sambo (Borba sambo) es estilísticamente similar a la lucha libre olímpica, y al Judo. La competición es similar al Judo, pero con algunas diferencias en reglas, protocolo, y uniforme. Por ejemplo, en contraste con el Judo, el sambo permite todos los tipos de luxaciones de rodilla y tobillo, pero sin permitir el uso de estrangulaciones.
- Sambo defensa personal, variante similar al Judo, al aikido, al jiu jitsu y al karate tradicional. Está basada en la aplicación de técnicas prácticas para la defensa propia, y el arresto policial como la defensa contra ataques armados como desarmados.
- Combat sambo (en ruso: Боевое Самбо, Boyevoye Sambo). Este es posiblemente la raíz del sambo como es conocido ahora, e incluye la práctica con armas punzocortantes y de fuego, incluyendo técnicas de desarme. La competición en el combate se parece a formas más antiguas del Judo, del karate y otras artes marciales más modernas como el kickboxing, boxeo, jiu jitsu, muay thai, pancracio, kurash uzbeko y alysh, también incluye formas más desarrolladas de golpes y en la lucha cuerpo a cuerpo.

### Uniforme y grados
Un practicante de sambo normalmente lleva puesto una chaqueta roja o azul (o cualquier otro color) llamada Kurtka, un cinturón, pantalones cortos del mismo color y unos Sambovki (zapatos de sambo). El Kurtka se diferencia de los Keikogis de otras artes marciales ya que permite que el cinturón se introduzca por dentro a través de ojales en la cintura. De esta manera se evita que el cinturón se salga de la chaqueta. Además para la práctica del Combat Sambo son necesarios guantes de artes marciales mixtas (permiten trabajar agarres), casco, protector bucal, coquilla y protector tibial.
Normalmente el uniforme de un practicante de sambo no refleja su grado de maestría o ranking competitivo, de manera similar a los deportes de contacto estilo Kick boxing, boxeo...
En Rusia, al mismo tiempo que se usa el sistema de Kyu-dan en artes marciales japonesas, también se utiliza un sistema de grados competitivo denominado Sistema unificado de clasificación deportiva de la URSS (Единая Всесоюзная спортивная классификация), en la que el grado más alto de maestría se denomina Maestro deportivo distinguido en Sambo.

## Practicantes famosos
- José Antonio Cecchini Estrada, es un luchador español retirado que representó a su país en sambo, judo y lucha grecorromana. En 1979 y 1981 ganó la medalla de oro en los Campeonatos Mundiales de Sambo.
- Fedor Emelianenko, es un peleador ruso de sambo, Judo y artes marciales mixtas. Emelianenko es ampliamente reconocido como el mejor peleador y artista marcial libra por libra del mundo además de ser campeón del mundo de sambo en el 2002, 2005 y 2007 y de Europa en el 1997.
- Aleksander Emelianenko, hermano de Fedor Emelianenko y luchador de artes marciales mixtas, dos veces campeón mundial de Combat Sambo.
- Volk Han, luchador ruso de artes marciales mixtas y entrenador de ambos hermanos. Artífice de la expansión del sambo en Japón.
- Vladímir Putin, político ruso y Presidente de la Federación Rusa.
- Aleksandr Lukashenko, actual presidente de Bielorrusia. Sirvió dos periodos en las tropas de la Armada Soviética entre 1975-1977 y 1980-1982, donde aprendió y finalmente se impuso como campeón regional de Sambo.
- Oleg Taktarov, luchador ruso de artes marciales mixtas (compitió en UFC y PRIDE Fighting Championships) y actor en películas como Miami vice, Asesinato justo, 15 Minutos, Air Force One...
- Oleg Prudius, luchador profesional anteriormente en el USA Open Heavyweight Sambo Champion de 2005, United States Kickboxing Association (USKBA) e International Heavyweight Grappling Champion.
- Blagoi Ivanov, sambista y luchador de AMM búlgaro ganador del 2008 Combat Sambo World Championships celebrado en San Petersburgo derrotando a Fedor Emelianenko.
- Juan Barbuzano Martín, deportista español que destacó en distintos tipos de luchas deportivas. En el campeonato del mundo de Sambo celebrado en Teherán 1973 se proclamó subcampeón del mundo de Lucha Sambo, tras ser campeón de España.
- Khabib Nurmagomedov, es un luchador ruso de artes marciales mixtas, ha sido dos veces campeón del mundo de Sambo (2009 y 2010)[3][4] y también campeón mundial de peso ligero en UFC. Actualmente está retirado y tiene la racha invicta más larga en MMA, con 29 victorias. Permaneció invicto en toda su carrera profesional. Procedente de la república rusa de Daguestán, es el primer ruso en ganar un título en UFC. Actualmente es, dueño fundador de la empresa de MMA "Eagle FC" y entrenador de sus compañeros más jóvenes.
- Luis Legua, luchador profesional peruano anteriormente participó en el USA Open en Lucha Greco romana quedando como finalista. Campeón de Sambo en Rusia, en el 2005, debido a su versatilidad logró derrotar al campeón ruso en 46 segundos del primer asalto vía TKO. Después de ganar el campeonato de Sambo en Rusia viajó de regreso a Perú y actualmente está alejado de torneos deportivos.